# ТЕС Боршод
ТЕС Боршод — закрита теплова електростанція в Угорщині у медьє Боршод-Абауй-Земплен (північний схід країни).
Ще з 1924 року в місті Казінцбарцика діяла електростанція місцевої вугільної компанії. Втім, її можливостей було недостатньо для забезпечення потужного хімічного виробництва (спершу азотних добрив, в подальшому полівінлхлориду та ізоціанатів), яке почали створювати у 1950-х в промисловій зоні Боршод. Як наслідок, в Боршоді заклали нову ТЕС, при цьому після запуску останньої старий генеруючий майданчик використовувався з 1957 по 1962 роки для покриття пікових навантажень, а потім ще рік виконував функцію теплового резерву.
З 1955 по 1958 роки ну складі ТЕС Боршод стали до ладу десять парових котлів Bergman-Borsig та шість конденсаційних турбін Láng-BBC потужністю 26 МВт, яку можливо було збільшити до 32 МВт (як наслідок, загальна потужність станції могла досягати 194 МВт). 
Оскільки хімічне виробництво потребувало значних обсягів теплової енергії, станцію поступово доповнили ще трьома турбінами – спершу однією турбіною з протитиском потужністю 5 МВт, а потім двома теплофікаційними з показниками 6 МВт та 10 МВт.
В 1984-му на станцію передали турбіну закритої ТЕС Mátravidéki (хоча виведення останньої з експлуатації було пов’язане саме із застарілістю обладнання, проте одна з турбін була встановлена не так давно – у 1972-му – для заміни несправної). Станом на середину 1990-х загальна потужність ТЕС Боршод рахувалась на рівні 172 МВт (9 турбін – чотири по 30 МВт та по одній з показниками 21 МВт, 12 МВт, 4 МВт, 5 МВт і 10 МВт), а на початку 2010-х цей показник визначали вже лише як 71 МВт. В 2014 році через застарілість ТЕС Боршод закрили.
Станцію спорудили з розрахунку на споживання вугілля, яке доставляли із розташованої в Казінцбарциці збагачувальної фабрики за допомогою ковейєра. Щорічно ТЕС використовувала до 1,8 млн тон вугілля, при цьому з 1965-го вона також почала використовувати як допоміжне паливо природний газ, який надходив до регіону по трубопроводу Гайдусобосло – Озд. В останні роки експлуатації ТЕС також спалювала певні обсяги біомаси.
Видалення продуктів згоряння здійснювалось за допомогою трьох димарів.
Для охолодження використовували воду із річки Шайо (Слана, права притока Тиси).   
Видача продукції здійснювалась по ЛЕП, розрахованим на роботу під напругою 110 кВ т 35 кВ.